# Trögfåglar
Trögfåglar (Bucconidae) är en familj tropiska fåglar som häckar från Mexiko och söderut i Sydamerika.
Tillsammans med familjen jakamarer (Galbulidae) formar de en egen evolutionär utvecklingslinje som urskiljs i egna ordningen jakamar- och trögfåglar.
Trots sin släktskap med jakamarer så saknar trögfåglarna deras metalliskt färgade fjäderdräkt och merparten har istället bruna eller gråaktiga fjäderdräkter. De har oproportionerligt stora huvuden med stor näbb som är tillplattad och har nedåtböjd spets. Deras luftiga fjäderdräkt och korta stjärt gör att de ser satta och pösiga ut vilket gett dem deras engelska namn puffbirds. De lever främst av insekter och mindre ryggradsdjur som de fångar genom att stillasittande vänta in sina byten.
Precis som merparten av deras släktingar häckar denna grupp i hålor. De lägger 2–3 glansiga vita ägg i en håla i marken eller i en termitstack. Boets ingång göms ibland bakom blad eller stjälkar.

## Släkten
Taxonomin nedan följer AviList:
- Bucco – fyra arter
- Nystalus – fem arter
- Chelidoptera – svalvingad trögfågel
- Monasa – fyra arter nunnefåglar
- Nonnula – sex arter noviser
- Malacoptila – sju arter
- Hapaloptila – vitmaskad nunnefågel
- Micromonacha – munkfågel
- Hypnelus – två arter
- Notharchus – sex arter